# Mughiphantes logunovi
Mughiphantes logunovi là một loài nhện trong họ Linyphiidae.
Loài này thuộc chi Mughiphantes. Mughiphantes logunovi được Andrei V. Tanasevitch miêu tả năm 2000.